# Цилиндр (дисковый накопитель)

Цили́ндр у дискового накопителя — совокупность всех дорожек в заданном положении привода. В каждой позиции привода жёсткого диска каждая из головок может считывать свою дорожку (участок поверхности пластины в виде кольца).
На старых компьютерах данные, хранящиеся на жёстком или гибком диске, адресовались с помощью трёх чисел:
- номера «цилиндра» (англ. cylinder);
- номера «головки» (англ. head);
- номера «сектора» (англ. sector).

Такая схема адресации называется CHS и была неудобна из-за необходимости учёта геометрии диска. Для замены CHS была создана схема LBA.